# Sachsenhausen, Thüringen
För andra betydelser, se Sachsenhausen.
Sachsenhausen, Sachsenhausen in Thüringen eller Sachsenhausen bei Weimar, är en ortsteil i staden Am Ettersberg i Landkreis Weimarer Land i förbundslandet Thüringen i Tyskland. Närmaste större stad är Weimar, 8 km söderut.
Sachsenhausen var en kommun fram till den 1 januari 2019 när den uppgick i Am Ettersberg. Kommunen Sachsenhausen hade 358 invånare 2018.